# Rilți, Blagoevgrad
Rilți (în bulgară Рилци) este un sat în comuna Blagoevgrad, regiunea Blagoevgrad,  Bulgaria. 

## Demografie
Componența etnică a satului Rilți
     Bulgari (96,17%)
     Nicio identificare (3,49%)
     Altele (0,32%)
La recensământul din 2011, populația satului Rilți era de 915 locuitori. Din punct de vedere etnic, majoritatea locuitorilor (96,17%) erau bulgari. Pentru 3,49% din locuitori nu este cunoscută apartenența etnică.